# آشار مارسيل
آشار مارسيل كاتب فرنسي ولد سنة 1900 وتوفي في سنة 1974. عُرف بمسرحياته الهزلية الشعرية واشتهر الكاتب بعد مسرحيته «هل تلعب معي؟» والتي حققت له نجاحاً كبيراً آنذاك.

## مسرحياته
- «هل تلعب معي؟» 1924
- «جان القمر» 1929
- «لباس التقنع» 1931
- «البطاطة» 1956